# Brachynotus sexdentatus
Brachynotus sexdentatus är en kräftdjursart. Brachynotus sexdentatus ingår i släktet Brachynotus och familjen ullhandskrabbor. Inga underarter finns listade i Catalogue of Life.